# Така солодка печаль-1 (Дискавері)

## Про епізод
Така солодка печаль-1 — двадцять восьмий епізод американського телевізійного серіалу «Зоряний шлях: Дискавері» та тринадцятий в другому сезоні. Епізод був написаний Олатунде Осунсанмі, а режисували Мішель Парадайз, Дженні Лумет та Алекс Куртцман. Перший показ відбувся 11 квітня 2019 року. Українською мовою озвучено студією «ДніпроФільм».

## Зміст
Сарек медитує і ментально відчуває небезпеку Майкл.
Екіпаж «Дискавері» перед загрозою «Центру» готується до евакуації екіпажу. ШІ проникнув в підпросторовий передавач і тому зв'язок можливий лише від корабля до корабля. Екіпаж «Дискавері» покидає корабель по транспортних трубах і перебирається на «Ентерпрайз». Перед полишенням корабля Майкл торкається кристалу часу — і бачить шалену атаку силами «Ліланда» «Дискавері» й себе — конаючу на підлозі в крові. Сару і Пайк ініціюють самознищення корабля. По поверненні на капітанський місток адміралка Корнуелл поступається Пайку кермом управління. На «Ентерпрайз» прибуває Джорджі і спілкується з Майкл, тішачись як вона нищитиме нано-Ліланда. Однак саморуйнування «Дискавері» не відбувається — Пайк наказує підірвати корабель фотонними торпедами «Ентерпрайза». Вмикається захисний щит — але дані Сфери беруть на себе управління системами «Дискавері» і запобігають знищенню. З наближенням кораблів Відділу-31 Майкл ясно бачить марево з кристалу часу про руйнацію і загибель обидвох екіпажів. Бернем розуміє — дані Сфери вже об'єдналися з «Дискавері» — й пропонує використати кристал часу для перенесення самого «Дискавері» в майбутнє, де «Контроль» не зможе дістатися до нього.
Майкл планує надіти копію костюму матері, щоб повести корабель в майбутнє. Сарек переконаний — це Майкл із майбутнього відправляла Сім сигналів. Стамец береться з групою інженерів попрацювати над костюмом Бернем. У цей час з'являється п'ятий сигнал — а кораблі Центру за кілька хвилин від «Ентерпрайза». Пайк погоджується відіслати корабель до 5-го сигналу і лишається з добровольцями в шатлах, щоб відволікати «Контроль». Новий сигнал веде «Дискавері» та «Ентерпрайз» на планету Захія, якою править подруга Тіллі, королева Ме Гані Іка Галі Ка По. Чудова інженерка, По допомагає Стамецу, Тіллі та Рено підготувати костюм й кристал часу для подорожі — одночасно поїдаючи морозиво й маніпулюючи із фізикою атомних частинок та обчисленнями із сталою Планка. Однак Майкл відправивши корабель в майбутнє не зможе повернутися. Бернем приймає цей тягар — однак Філіппа прикриваючись потребами безпеки намагається утримати Майкл від подорожі в самотність. Попрощатись із Майкл прибули й Сарек з Амандою. У слізній сцені Бернем дякує названим батькам. Поплакатися на плечі подруги приходить й Тіллі — і виводить Бернем до великого колективу, що теж прийшов попрощатися із нею.
Під час прощання ця група з екіпажу «Дискавері» вирішує залишитися з Бернем. Тайлер мусить лишитися на кораблі, щоб переконатися — чи буде ліквідовано «Центр». Між Ешем й Майкл теж відбувається слізна сцена прощання. Кожен із учасників групи технічної підтримки Майкл надсилає своїй родині голосові та відеоповідомлення — усвідомлюючи малі шанси їх на виживання. У Сару немає підтвердження чи Джорджі покинула «Дискавері». Пайк звертається до добровольців і призначає Сару виконуючим обов'язки капітана «Дискавері».
Пайк виголошує прощальну промову. Колектив що залишається востаннє стає перед ним по команді «струнко». Коли прибуває флот Відділу-31, командири «Дискавері» та «Ентерпрайз» віддають накази приготуватись до бою, поки костюм та часовий кристал допрацьовуються.

## Сприйняття та відгуки
Станом на квітень 2021 року на сайті «IMDb» серія отримала 7.2 бала підтримки з можливих 10 при 2986 голосах користувачів. На «Rotten Tomatoes» 80 % схвалення при відгуках 10 експертів. Резюме слідуюче: «Коли найважливіша місія „USS Discovery“ не йде за планом, Бернем усвідомлює, що ж в кінцевому рахунку потрібно зробити. Екіпаж готується до битви на життя, коли кораблі „Ліланда“ наближаються».
Оглядач Скотт Колура для «IGN» писав так: «Передостанній епізод 2-го сезону — це дуже багато про те, щоб накрити стіл для, як сподіваємося, великого фіналу, поставити розрізнені шматки на місце та подбати про певні емоційні ниточки для персонажів щодо того, що, можливо, може стати великим зрушенням наступного тижня. Хто знає, що для нас готує фінал 2-го сезону. Чи може бути так, що Майкл Бернем і команда „Дискавері“ дійсно будуть переміщені на 950 років у майбутнє в наступному епізоді, де вони проживуть решту свого життя?»
В огляді для «Den of Geek» Кейті Барт поставила оцінку 4.5 бала з 5 і відзначала: «Чи краще знати, куди призведе майбутнє „Дискавері“? Якщо екіпаж залишиться в своєму теперішньому часі, ми знаємо, приблизно, куди вони потраплять. Або краще намітити курс невідомого та далекого майбутнього канону Всесвіту Зоряного Шляху? Я завжди буду сприймати радше другу можливість».
Оглядач Зак Гендлен для «The A.V. Club» зазначав так: «„Така солодка печаль“ торкається серця. Неодноразово. Протягом серії кілька персонажів висловлюють один одному свої жалі, сподівання та прихильність. Прощаються, а потім повторюють. Виголошуються промови. З точки зору сюжету, ми отримуємо головне рішення, яке потенційно може змінити хід серіалу наперед; а також отримуємо повернення персонажа, раніше представленого в короткометражних фільмах. Він більш-менш прописаний, щоб провести у фінал сезону, показуючи шлях нашим героям, які вигадують черговий відчайдушний план в останню хвилину, і будують безліч похмурих передвіщень. Між цими кількома сюжетними напрямами ми отримуємо емоції. Багато емоцій. Якщо вам подобається дивитись, як актори душать сльози або виглядають притлумлено натхненними».
Скотт Сноуден в огляді для «Space.com» відзначив так: «Минулого тижня „Зоряний шлях: Дискавері“ продемонстрував ознаки повернення до хорошої форми у „Долині тіней“. На жаль, однак наступна частина — як гігантський розмах маятника розміром із планету та надто часте явище в цьому серіалі — він коливається до кінця і дає нам епізод, який прогавлює позначку, не відповідаючи своєму потенціалу».

## Знімались
- Сонеква Мартін-Грін — Майкл Бернем
- Даг Джонс — Сару
- Ентоні Репп — Пол Стамец
- Мері Вайзман — Сільвія Тіллі
- Вілсон Круз — Гаг Калбер
- Шазад Латіф — Еш Тайлер
- Енсон Маунт — Крістофер Пайк
- Мішель Єо — Філіппа Джорджі
- Джейн Брук — адміралка Корнуелл
- Джеймс Фрейн — Сарек
- Ядіра Гевара-Пріп — Ме Гані Іка Галі Ка По
- Міа Кіршнер — Аманда Грайсон
- Тіг Нотаро — Джет Рено
- Ітан Пек — Спок
- Ребекка Ромейн — Перший помічник на «Ентерпрайзі»
- Соня Сон — Габріель Бернем
- Алан ван Спренг — Ліланд
- Рейчел Анчеріл — Нган